# N’gara-See
Der N’gara-See ist ein See in den Provinzen Mayo-Kebbi Est und Mayo-Kebbi Ouest im Südwesten der Republik Tschad.

## Beschreibung
Er liegt in der Toupouri-Niederung auf einer Höhe von 319 bis 323 Metern über dem Meeresspiegel und wird vom Fluss Mayo Kébbi über ein ausgedehntes Feuchtgebiet be- und entwässert. Die Toupouri-Senke wurde vom Tschad unter dem Titel Plaines d’inondation du Logone et les dépressions Toupouri unter den Schutz der Ramsar-Konvention gestellt.

## Hydrologie
Der See hat eine jahreszeitlich wechselnde Größe, die von 40 bis 142 km² variiert. Der niedrigste Wasserstand von vier Metern wird im Mai/Juni erreicht, der Höchststand während der Regenzeit des westafrikanischen Monsuns im September/Oktober. Das dann abtrocknende Seebecken wird von der örtlichen Bevölkerung zum Anbau von Reis intensiv genutzt.

## Ökologie
Den Seegrund umgeben Galeriewälder, die aufgrund der intensiven Nutzung als Sekundärwälder klassifiziert werden. Die Wälder setzen sich hauptsächlich aus den Baumarten Acacia albida, Acacia seyal und anderen Feuchtgebietsarten wie Khaya senegalensis zusammen.